# Pekao Szczecin Open 2013
Il Pekao Szczecin Open 2013 è stato un torneo di tennis facente parte della categoria ATP Challenger Tour nell'ambito dell'ATP Challenger Tour 2013. È stata la 21ª edizione del torneo e si è giocato a Stettino in Polonia dal 16 al 22 settembre 2013 su campi in terra rossa con un montepremi di €106.500+H.

## Partecipanti singolare

### Teste di serie
| Nazionalità | Giocatore            | Ranking* | Testa di serie |
| ----------- | -------------------- | -------- | -------------- |
| Spagna      | Albert Montañés      | 53       | 1              |
| Spagna      | Pablo Andújar        | 54       | 2              |
| Francia     | Guillaume Rufin      | 81       | 3              |
| Brasile     | Thomaz Bellucci      | 116      | 4              |
| Argentina   | Diego Schwartzman    | 137      | 5              |
| Germania    | Dustin Brown         | 146      | 6              |
| Ucraina     | Oleksandr Nedovjesov | 152      | 7              |
| Spagna      | Pere Riba            | 157      | 8              |
| Sudafrica   | Rik De Voest         | 162      | 9              |

- Ranking al 9 settembre 2013.

### Altri partecipanti
Giocatori che hanno ricevuto una wild card:
- Pawel Cias
- Piotr Gadomski
- Kamil Majchrzak
- Albert Montañés

Giocatori che sono passati dalle qualificazioni:
- Mate Delić
- Jan Kuncik
- Grzegorz Panfil
- Michal Schmid

## Vincitori

### Singolare
Oleksandr Nedovjesov ha battuto in finale  Pere Riba con il punteggio di 6–2, 7–5.

### Doppio
Ken Skupski /  Neal Skupski hanno battuto in finale  Andrea Arnaboldi /  Alessandro Giannessi con il punteggio di 6–4, 1–6, [10–7].